# Campo Novo (Braga)

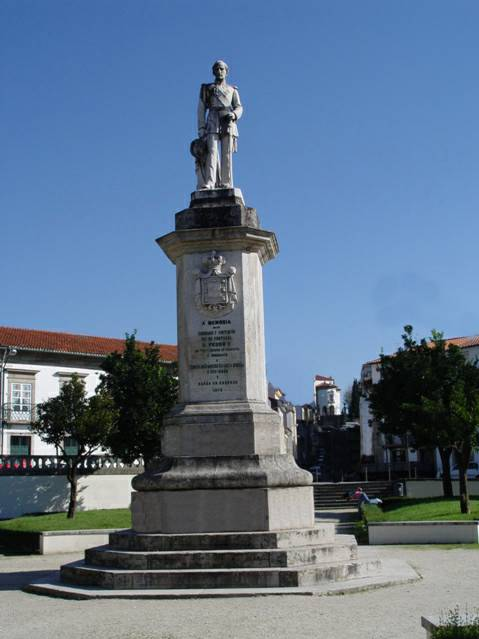
Campo Novo, Braga: estátua de D. Pedro V.

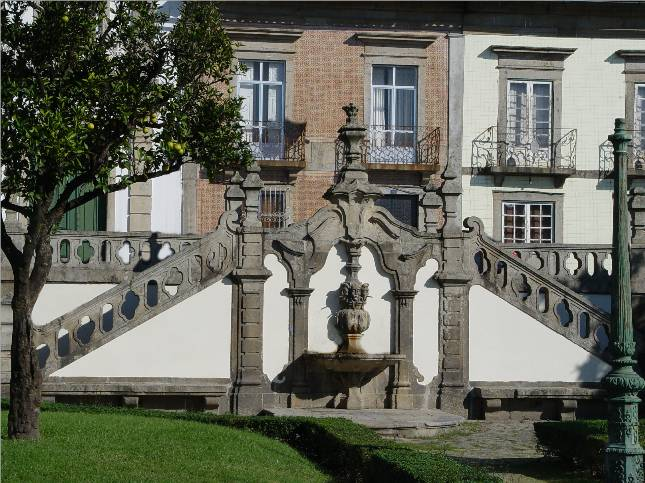
Campo Novo: fonte.

O Campo Novo ou Praça de Mouzinho de Albuquerque localiza-se na freguesia de São Vicente, cidade e município de Braga, distrito do mesmo nome, em Portugal.
O Campo Novo está classificado como Imóvel de Interesse Público desde 2006.

## História
A praça foi aberta em 1725, por iniciativa do então Arcebispo de Braga, D. Rodrigo de Moura Teles, com projeto do arquiteto Manuel Pinto de Vilalobos.
Este logradouro já teve as designações de Praça do Gavião, Bairro da Gavieira, Bairro do Quinteiro, Campo Novo do Reduto e Bairro do Reduto (séculos XVIII e XIX).
A atual designação oficial - Praça de Mouzinho de Albuquerque - foi atribuída em 4 de janeiro de 1898, por proposta do então vice-presidente da Câmara. A designação só foi confirmada pela autarquia em 3 de agosto de 1942. O logradouro continua, entretanto, a ser chamado pela população de "Campo Novo".

## Características
No centro da praça encontra-se uma estátua de Pedro V de Portugal de autoria do escultor Teixeira Lopes, pai. Erguida em 1869 no Campo de Santana, hoje Avenida Central, em 22 de dezembro de 1913 foi transferida para a localização atual.
Além do jardim, nesta praça destacam-se ainda uma fonte em granito, no topo norte, e o Palacete do Conde de Carcavelos, erguido no século XIX, que esteve ao serviço do Ministério da Saúde.
Estão instalados em torno desta praça, entre outras instituições, o Patronato de Nossa Senhora da Luz e o agrupamento de escuteiros de São Vicente.